# Églises-forêts d'Éthiopie
Les églises-forêts ou forêts-églises d'Éthiopie (en amharique, ased, « bosquet », dans la littérature scientifique anglophone : church forests) sont des forêts entourant plusieurs centaines ou milliers d'églises (peut-être jusqu'à un millier d'après certaines estimations, 3 500 selon d'autres et jusqu'à 35 000 par le passé), situées dans leur grande majorité sur les hauts plateaux éthiopiens. 
| Vidéo externe |                                                                                  |
|               | https://www.youtube.com/watch?v=FeAiy5NyQcI Jardin d'Église en Ethiopie centrale |

Il s'agit d'espaces boisés, accueillant également des sépultures, autour des lieux de culte (églises et monastères) de l'Église orthodoxe éthiopienne. Représentant une grande partie des forêts subsistantes dans cette région du fait d'une rapide déforestation causée principalement par l'expansion des cultures agricoles au XXe siècle, elle suscitent un intérêt accru de la part des scientifiques et des médias depuis le début du XXIe siècle, en partie grâce à l'action de deux écologues, Alemayehu Washie Eshete et Margaret D. Lowman (en). Il s'agit d'un modèle socio-religieux ancien de conservation de la nature.
Ces forêts étant menacées par l'extension des surfaces agricoles, l'utilisation du bois-énergie et l'expansion d'espèces invasives comme l'eucalyptus, des initiatives sont prises depuis une dizaine d'années pour les protéger, notamment la construction de murs d'enceinte ; elles impliquent notamment l'Église orthodoxe éthiopienne et des organisations de la société civile comme la TREE Foundation et la NABU. 

### Articles liés
- Forêts sacrées du Grassfield (Bamiléké)